# 천왕
천왕(天王)은 동아시아 지역에서 사용된 군주의 칭호 중 하나이다. 보통 태왕과 같이 황제와 동급의 칭호로 사용되었으며 선비족 왕조에서 특히 자주 보인다.

## 역사
중국 고대 주대(周代)의 왕들이 황제라는 단어가 없어 천왕(天王)이라 불렸다. 곧, "天子인 周王"의 줄임말로서 순자, 춘추, 논어 등에 보인다. 이후 오호 십육국 시대 여러 군주들도 천왕의 칭호를 사용하였다. 천왕은 황제에 준하는 호칭으로 사용되었다. 한국에서는 환웅이 천왕의 칭호를 사용하였고, 베트남에서는 타잉 종(Thánh Gióng)이 푸동 천왕(Phù Đổng thiên vương)이라 하였다.

## 역사상의 천왕
- 한(漢): 318년 외척인 근준(靳準)이 전조 황제 유찬(劉聪)을 죽이고 대한 천왕(大漢天王)을 자칭하였다.
- 후조(後趙): 330년에 석륵(石勒)이 대조 천왕(大趙天王)을 자칭했다가 같은 해에 황제를 자칭하였다. 334년에 석호(石虎)가 거섭조천왕(居攝趙天王)을 자칭했다가 337년에 대조 천왕으로 고치고, 349년에 황제를 자칭하였다.
- 염위(冉魏): 350년에 후조 황제 석감(石鑒)을 몰아 내고 염민(冉閔)이 스스로가 황제가 되었다가, 사후 아들인 염지(冉智)가 시호를 올려 무도 천왕(武悼天王)이라하였다.
- 전진(前秦): 357년 부견(苻堅)이 즉위하고 대진 천왕(大秦天王)을 자칭하였다. 385년 부견 사후에 아들 부비(苻丕)가 황제를 자칭하였다.
- 적위(翟魏): 388년, 적료(翟遼)가 대위 천왕(大魏天王)을 자칭하였고, 391년에 그 아들 적쇠(翟釗)가 이어서 대위 천왕을 자칭하였다.
- 후량(後凉): 396년 여광(呂光)이 대량 천왕(大凉天王)을 자칭했다. 399년에 아들인 여소(呂紹)에게 천왕위를 물려주고 스스로는 태상황제(太上皇帝)가 되었다. 여소 이후로 여찬(呂纂), 조카 여륭(呂隆)이 천왕을 자칭하였다.
- 후진(後秦): 399년, 요흥(姚興)이 황제 칭호를 대신하여 천왕이라 자칭하였다가, 416년 요흥이 사망한 뒤 아들 요홍(姚泓)은 다시 황제를 자칭하였다.
- 후연(後燕)과 북연(北燕): 400년, 모용성(慕容盛)이 황제 칭호 대신 서인 천왕(庶人天王)을 자칭하였다. 그 후 모용희와 북연의 고운(高雲), 풍발(馮跋), 풍홍(馮弘)의 존호도 모두 천왕이었고 사후에 시호를 황제라 하였다.
- 북하(北夏): 407년 혁련발발(赫連勃勃)이 대하 천왕(大夏天王)이라 자칭했다. 418년에야 혁련발발이 관중을 점령하고 천왕 칭호를 대신하여 황제라 자칭했다.
- 동위(東魏): 541년 공손귀빈(公孙貴賓)이 천왕을 자칭했다.
- 북주(北周): 557년 우문각(宇文覺)이 대주 천왕(大周天王)을 자칭했고, 559년에는 우문육(宇文毓)이 황제를 자칭했다.
- 북제(北齊): 577년 고위(高緯)가 아들인 고항(高恒)에게 보위를 넘겨주고 스스로가 태상황제가 되었다. 고항은 자신을 수국 천왕(守國天王)으로 자칭했다.
- 송(宋): 양마(楊麼)가 대성 천왕(大聖天王)을 자칭했다.
- 금(金): 포선만노(蒲鮮萬奴)가 대진 천왕(大眞天王)을 자칭했다.
- 원(元): 두가용(杜可用)이 천왕을 자칭했다.
- 명(明): 황소양(黃蕭養)이 순민 천왕(顺民天王)을 자칭했다.
- 청(清): 유지협(劉之協)이 천왕을 자칭했다. 또한 임청(林清)도 비슷한 시기에 천왕이라 자칭했다.
- 태평천국(太平天國): 홍수전(洪秀全)과 그 아들 홍천귀복(洪天貴福)이 천왕을 자칭했다.

## 천왕과 천황의 관계
일본에선 천왕과 천황의 관계에 관한 유력한 2가지 설이 있다.
1. 일본의 군주가 7세기말 스스로 천황이라 개명하기 전까지, 스스로를 천왕이라 하던 시기가 있었다는 설.(일본 역사학계에서는 통설로 여긴다.)
2. 스이코 때부터 지토 시기까지, 스스로《-천황》보다는 스스로를《-천왕》이라 했던 기록이 꽤 많았다는 설.

## 참고 자료
- 이 문서에는 다음커뮤니케이션(현 카카오)에서 GFDL 또는 CC-SA 라이선스로 배포한 글로벌 세계대백과사전의 내용을 기초로 작성된 글이 포함되어 있습니다.

## 같이 보기
- 천왕 (동음이의)
- 태상천왕
- 태상천황
- 천황 (동음이의)